# المواطن مصري
المواطن مصري فيلم مصري أنجز إنتاجه وعرض عام 1991 من بطولة الممثل العالمي عمر الشريف والممثل المصري عزت العلايلي والممثلة صفية العمري. أدار التصوير المصور والممثل طارق التلمساني وقصة يوسف القعيد وسيناريو وحوار محسن زايد وموسيقى ياسر عبد الرحمن ومن إخراج صلاح أبو سيف. شارك في التمثيل عبد الله محمود، والمنتصر بالله، وحسن حسني وأشرف عبد الباقي، وإنعام سالوسة وحنان شوقي.

## موضوع الفيلم
للعمدة أبناء كثيرون، ويطلب أصغر أبناءه للخدمة العسكرية، ولكنه يبحث عن مختلف السبل لعدم إرسال ابنه لأداء واجبه، فيتفق مع أحد بسطاء الفلاحين بأن يرسل ابنه الوحيد (مصري) بدلا عن ابنه مقابل قيراطين من الأرض...
تتعقد أحداث الفلم بعد أن يربح العمدة قضية أرض رفعا ضد مصلحة الأراضي، كما أن أمر قضائيا يصدر بضرورة لأن يخلي الفلاحون أرضهم كونها أصبحت للعمده بحكم القاضي.
يقوم أحدهم بتزوير الإثباتات الشخصية للمواطن «مصري» وذلك بعد دفع الرشوة.
النهاية حزينة جدا، ف «مصري» يموت أثناء الخدمة العسكرية ويعلم بذلك والده «عزت العلايلي» الذي يتأثر تأثرا بالغا بوفاته ويندم على إرساله للجيش ليخدم مكان ابن العمدة مقابل المال.
يظهر الفلم أيضا معنى الصداقة بين أفراد المجتمع عموما ورفقاء السلاح خصوصا في الجيش المصري عام 1973م.

## طاقم العمل
المخرج: صلاح ابو سيف
قصة: يوسف القعيد عن رواية الحرب في بر مصر
سيناريو وحوار: محسن زايد
الابطال:
عمر الشريف : العمدة عبدالرزاق الشرابي
عزت العلايلي : عبدالموجود
صفية العمري: زوجة العمدة
عبدالله محمود : مصري عبدالموجود
حسن حسني: حمدان الويشي المحامي
انعام سالوسة: أم مصري
المنتصر بالله : الغفير
اشرف عبد الباقي : حسن زميل مصري في الجيش
خالد النبوي : توفيق ابن العمدة
مجدي صبحي : ضابط بالجيش

## روابط خارجية
- المواطن مصري على موقع IMDb (الإنجليزية)
- المواطن مصري على موقع قاعدة بيانات الأفلام العربية
- المواطن مصري على موقع Turner Classic Movies (الإنجليزية)
- المواطن مصري على موقع أول موفي (الإنجليزية)
- المواطن مصري على موقع قاعدة بيانات الفيلم (الإنجليزية)
- المواطن مصري على موقع ليتربوكسد (الإنجليزية)
- المواطن مصري على موقع كينوبويسك (الروسية)